# Хувърфоник
„Хувърфоник“ (на английски: Hooverphonic) е белгийско трио, създадено през 1995 г., което смесва електронна музика с елементи на поп, трип-хоп и ембиънт. Първоначалният състав е Алекс Калиър (китарист и програмист), Франк Дюшен (клавирист) и Лизе Садоний (вокалист), които напускат триото през 1998 г., като са заменени от Гейке Арнаерт, който става официален глас и имидж на групата.
Популярността на групата нараства през 1996 г., когато тя участва с песента 2Wicky към филма „Открадната красота“ на Бернардо Бертолучи. „Хувърфоник“ може да бъде асимилиран с по-малко алтернативната страна на групи като Massive Attack или Portishead, образувайки с тях основните препратки в трип-хоп движението, възникнало през 90-те години на XX век в Европа.
Основно влияние върху групата са италианският композитор Анджело Бадаламенти и двамата основни представители на трип-хопа в Европа – Massive Attack и Portishead.
В края на 2008 г. Гейке обявява напускането си от групата в търсене на солова кариера, към която работи от няколко месеца. В този състав последният концерт на „Хувърфоник“ ще се състои в Tele-Club, Екатеринбург, Русия, на 13 декември. Той е записан от MTV и излъчен през следващата година.
През 2010 г. групата най-накрая набира новата си вокалистка, Ноеми Улфс, която успява да запази качеството на своите предшественици. След това „Хувърфоник“ издава друг албум: The Night Before. Последвалите Reflection (2013) и In Wonderland (2016) също постигат добра известност.
През 2020 г. Гейке се завръща в групата и излиза възпоменателна версия на Mad About You, с нейни вокали. На следващата година групата участва в конкурса за песен на Евровизия 2021, представяйки Белгия с песента The Wrong Place. През същия месец излиза новият албум Hidden Stories, а след това е представен и вторият сингъл Thinking About You.

## Членове на групата
- Алекс Калиър
- Реймънд Гиъртс
- Гейке Арнаерт